# إرسان كيليش
إرسان كيليش (بالتركية: Ersan Keleş)‏ هو لاعب كرة الصالات ‏ ولاعب كرة قدم تركي، ولد في 12 يناير 1987.